# Charles F. Curry (1858–1930)
Charles Forrest Curry (ur. 14 marca 1858 w Naperville, zm. 10 października 1930 w Waszyngtonie) – amerykański polityk, członek Partii Republikańskiej.

## Działalność polityczna
Od 1887 do 1888 zasiadał w Zgromadzeniu Stanowym Kalifornii, a od 1899 do 1911 był stanowym sekretarzem stanu w Kalifornii. W okresie od 4 marca 1913 do śmierci 10 października 1930 przez dziewięć kadencji był przedstawicielem 3. okręgu wyborczego w stanie Kalifornia w Izbie Reprezentantów Stanów Zjednoczonych.
Jego synem był Charles F. Curry.